# Qagan Nur (sjö i Kina, Jilin)
Qagan Nur är en sjö i Kina. Den ligger i provinsen Jilin, i den nordöstra delen av landet, omkring 170 kilometer nordväst om provinshuvudstaden Changchun. Qagan Nur ligger 126 meter över havet. Arean är 480 kvadratkilometer. Den sträcker sig 19,9 kilometer i nord-sydlig riktning, och 31,4 kilometer i öst-västlig riktning.
Genomsnittlig årsnederbörd är 930 millimeter. Den regnigaste månaden är juli, med i genomsnitt 197 mm nederbörd, och den torraste är januari, med 4 mm nederbörd.